# Artéria cerebelar superior
A artéria cerebelar superior é uma artéria da cabeça. Ela passa imediatamente abaixo do nervo oculomotor, separando-se da artéria cerebral posterior. Passa ao redor do pedúnculo cerebral próximo ao nervo troclear e chega na superfície do cerebelo, dividindo-se em ramificações na pia máter.